# Jef Vogels
Jef Vogels (Brasschaat, 3 januari 1991) is een Belgisch voetballer die onder contract staat bij KFC Sint-Lenaarts.
Vogels genoot zijn jeugdopleiding bij Antwerp FC en kreeg in 2010 een contract als profvoetballer. Op 13 maart maakte hij zijn competitiedebuut tegen KV Turnhout, maar werd hij daarbij na 75 minuten van het veld gestuurd na een tweede gele kaart. Hij ondertekende in januari 2011 een contract bij AA Gent, maar bleef wel tot het einde van het seizoen bij Antwerp FC. In 2012 trok Vogels naar derdeklasser Rupel Boom. Hier speelde hij 5 jaar, in 2017 vertrok hij voor een jaar naar KFC Zwarte Leeuw. Na 1 jaar in Rijkevorsel vertrok hij naar de aartsrivalen genaamd KFC Sint-Lenaarts.

## Statistieken
| Club              | Seizoen | Competitie             | W  |   |
| ----------------- | ------- | ---------------------- | -- | - |
| Antwerp FC        | 2009/10 | Exqi League            | 2  | 0 |
| Antwerp FC        | 2010/11 | Exqi League            | 29 | 0 |
| AA Gent           | 2011/12 | Jupiler Pro League     | 0  | 0 |
| Rupel Boom        | 2012/13 | Derde Klasse           | 14 | 0 |
| Rupel Boom        | 2013/14 | Derde Klasse           | 29 | 0 |
| Rupel Boom        | 2014/15 | Derde Klasse           | 32 | 2 |
| Rupel Boom        | 2015/16 | Derde Klasse           | 34 | 1 |
| Rupel Boom        | 2016/17 | Tweede klasse amateurs | 19 | 0 |
| KFC Zwarte Leeuw  | 2017/18 | Tweede klasse amateurs | 26 | 0 |
| KFC Sint-Lenaarts | 2018/19 | Derde klasse amateurs  | 28 | 0 |
| KFC Sint-Lenaarts | 2019/20 | Derde klasse amateurs  | 22 | 0 |
| Totaal            | Totaal  | Totaal                 | 24 | 0 |